# Saratov Airlines Flight 703
Saratov Airlines Flight 703 (6W703/SOV703) var en rysk inrikesflygning från Domodedovos internationella flygplats i Moskva till Orsk. Den 11 februari 2018 havererade planet strax efter start. Flighten trafikerades av en Antonov An-148. Samtliga 65 passagerare och de sex personerna i besättningen dog. Orsaken till olyckan utreddes av ryska haverikommissionen. Olyckan beskrevs som orsakad besättningens felaktiga reaktioner efter att isning orsakat instrumentfel genom att planets pitotstatiska system frusit.

Flygrutten för Saratov Airlines Flight 703

## Händelseförloppet
Flighten var en reguljär schemalagd inrikesflygning och flögs av det regionala flygbolaget Saratov Airlines. Flighten avgick från Domodedovos internationella flygplats med destination Orsks flygplats i Orenburg oblast. Flighten var schemalagd att avgå klockan 14.00 men avgick något senare, omkring klockan 14.22.
Några minuter efter starten började planets hastighet att variera. Strax före haveriet hade planet nått en höjd av 1800 m och en hastighet av 600 km/h. Sedan dök det tvärt, tappade höjd, och försvann från radarn vid en höjd av cirka 900 m.
Planet havererade nära byarna Argunovo och Stepanovskoe i Ramenskdistriktet i Moskva oblast.